# Luis García Berlanga
Luis García Berlanga Marti (Valencia, 1921. június 12. – Madrid, 2010. november 13.) Goya-díjas spanyol forgatókönyvíró, filmrendező, egyetemi tanár. A madridi filmfőiskola tanára és a Nemzeti Filmarchívum igazgatója volt.

## Életpályája
Egyetemi tanulmányait a Valenciai Egyetem Bölcsészettudományi Karán végezte el. 1939–1945 között az Azur hadosztály tagjaként a szovjet frontra került. Leszerelése és hazatérése után képzőművészettel foglalkozott. Szülővárosában filmklubot alapított és több lap kritikusa, valamint a Radio Mediterraneo munkatársa lett. 1947-ben beiratkozott a Filmművészeti Főiskolára (Instituto de Investigaciones y Experiencias Cinematográficas) és egy tanfolyam elvégzése után mint filmrendező-forgatókönyvíró mutatkozott be. 1948-tól rendezett önállóan. 1951-ben Olaszországban Cesare Zavattini munkatársa volt. 1952-től játékfilmrendező is volt. 1968-ban a 18. Berlini Nemzetközi Filmfesztivál zsűrielnöke volt.

## Munkássága
Juan Antonio Bardem mellett – akivel együtt dolgozott – a spanyol filmművészet legkiválóbb képviselője volt. Munkásságát szatirikus nézőpont és haladó szemlélet jellemezte. Maróan gúnyos életképe az amerikai "segély"-t gúnyoló Isten hozta, Mr. Marshall! (1953). Külföldön széles körű elismerés fogadta a halálbüntetést ellenző, keserű humorú filmjét, A hóhért (1963).

## Filmjei
- Séta egy régi háború felett (Paseo por una guerra antigua) (1948)
- A cirkusz (El circo) (1949)
- Az a szerencsés pár (Esa pareja feliz) (1951)
- Isten hozta, Mr. Marshall! (1953)
- Vőlegény látszatra (Novio a la vista) (1953)
- Calabuch (1956)
- Csütörtökönként csoda (Los jueves, milagro) (1957)
- Ideiglenes család (Familia provisional) (1958)
- Placido (1961)
- A négy igazság (Les quatre vérités) (1962)
- A hóhér (1963)
- Tuset Street (1968)
- Sharon vörösbe öltözött (Sharon vestida de rojo) (1968)
- Éljen az ifjú pár! (¡Vivan los novios!) (1970)
- Életnagyság (Grandeur nature) (1974)
- Nemzeti vadászat (1978)
- Nemzeti örökség (1981)
- Nemzeti vagyon (1982)
- Barcelona Berlanga szemével (1982)
- A tehén (1985)
- Mórok és keresztények (Moros y cristianos) (1987)
- Börtönbe mindenki! (Todos a la cárcel) (1993)
- Blasco Ibánez (1997)
- Párizs - Timbuktu (París Tombuctú) (1999)
- El sueño de la maestra (2002)

## Díjai
- Adonis-díj (1951)
- CEC-díj (1952, 1954, 1960, 1962, 1964, 1994)
- velencei OCIC-díj (1956)
- Ondas-díj (1958, 1999)
- Sant Jordi-díj (1962, 1964, 1981)
- velencei Fipresci-díj (1963)
- a spanyol filmkritikusok díja (1994)
- Goya-díj (1994)